# The Dubliners with Luke Kelly
| Recensione   | Giudizio     |
| ------------ | ------------ |
| Allmusic     |              |
| Sputnikmusic | 4.3 (Superb) |

The Dubliners with Luke Kelly (fu anche pubblicato con il titolo di The Dubliners) è il primo album discografico del gruppo di folk tradizionale irlandese The Dubliners, pubblicato dall'etichetta discografica Transatlantic Records nel 1964.

## Il disco
Il disco fu registrato dal vivo (non si sa se in un piccolo club o in un altro studio in presa diretta) e rifinito al London's Livingston Studios (di Londra) verso la fine del 1963.
The Wild Rover è una canzone scoperta da Luke Kelly in Inghilterra, esiste anche una versione dublinese del brano.
In the Ragman's Ball, è cantata da Ronnie Drew, in quel periodo uno dei più apprezzati cantanti del circuito folk di Dublino.
The High Reel ballata di origine scozzese, adattata con ritmiche tipiche irlandesi. Barney mostra tutta la sua abilità nel suonare questa ballata.
The Holy Ground era un locale situato a Cobh (Contea di Cork in Irlanda), luogo di svago per i marinai appena sbarcati dai grandi transatlantici di linea.
Tramps and Hawkers, canzone tradizionale scozzese, cantata in questo brano da Luke Kelly, di questo brano è famosa anche una versione interpretata da Ewan MacColl.
Home Boys Home chiude la prima parte del disco ed è una morale sulle donne ritardatarie. Esistono molte versioni di questa canzone.
The Rocky Road to Dublin è una ghiga veloce, una delle favorite del gruppo (sarà uno dei brani standard nei loro concerti). Fu riscoperta da Colm O'Loughlin.
The Banks of the Roses, canzone d'amore, molto popolare in Irlanda.
I'll Tell My Ma, è una canzone cantata dai bimbi durante i giochi a Dublino, ma cantata universalmente da tutti i bambini.
The Swallow Tail Reel è un brano di un vecchio suonatore di accordion di Dublino di nome Sonny Brogan.
Durante i suoi viaggi attraverso l'Irlanda Ciarán raccolse i versi di un brano chiamato The Jar of Porter, cantato da un guardiano di colore.
The Nightingale è il brano finale del disco, al pari del precedente Home Boys Home ha una morale per le donne sulle insidie maschili.

## Tracce
Lato A
1. The Wild Rover – 3:13 (Tradizionale; arrangiamento The Dubliners)
2. The Ragman's Ball – 2:08 (Luke Kelly, Ciarán Bourke, Ronnie Drew, Barney McKenna)
3. Preab San Ól – 2:14 (Tradizionale; arrangiamento The Dubliners)
4. The High Reel – 2:58 (Tradizionale; arrangiamento The Dubliners)
5. The Holy Ground – 2:15 (Tradizionale; arrangiamento The Dubliners)
6. Tramps and Hawkers – 3:06 (Tradizionale; arrangiamento The Dubliners)
7. Home Boys Home – 3:17 (Ciarán Bourke, Ronnie Drew, Barney McKenna, Luke Kelly)

Durata totale: 19:11
Lato B
1. Rocky Road to Dublin – 2:34 (Tradizionale; arrangiamento The Dubliners)
2. Banks of the Roses – 2:12 (Tradizionale; arrangiamento The Dubliners)
3. I'll Tell My Ma – 2:06 (Tradizionale; arrangiamento The Dubliners)
4. Swallow's Tail Reel – 2:49 (Tradizionale; arrangiamento The Dubliners)
5. Jar of Porter – 2:14 (Adattamento di Ciarán Bourke / Ronnie Drew / Barney McKenna / Luke Kelly)
6. Love Is Pleasing – 1:47 (Tradizionale; arrangiamento The Dubliners)
7. The Nightingale – 3:35 (Tradizionale; arrangiamento The Dubliners)

Durata totale: 17:17

## Musicisti
- Ronnie Drew - chitarra flamenca
- Ronnie Drew - voce solista (brani: A2, A5, B3 e B6)
- Luke Kelly - banjo a 5 corde
- Luke Kelly - voce solista (brani: A1, A3, A5, A6, A7, B1, B2 e B7)
- Barney McKenna - banjo tenore
- Barney McKenna - voce solista (brano: A5)
- Ciarán Bourke - tin whistle[3]
- Ciarán Bourke - voce solista (brani: A3, A5 e B5)

Note aggiuntive
- Nathan Joseph - produttore
- Registrazioni finali effettuate al London's Livingston Studios di Londra, Inghilterra (fine 1963)
- Bill Leader - ingegnere del suono
- Brian Shuel - foto copertina e design[4]